# Automobili Marino

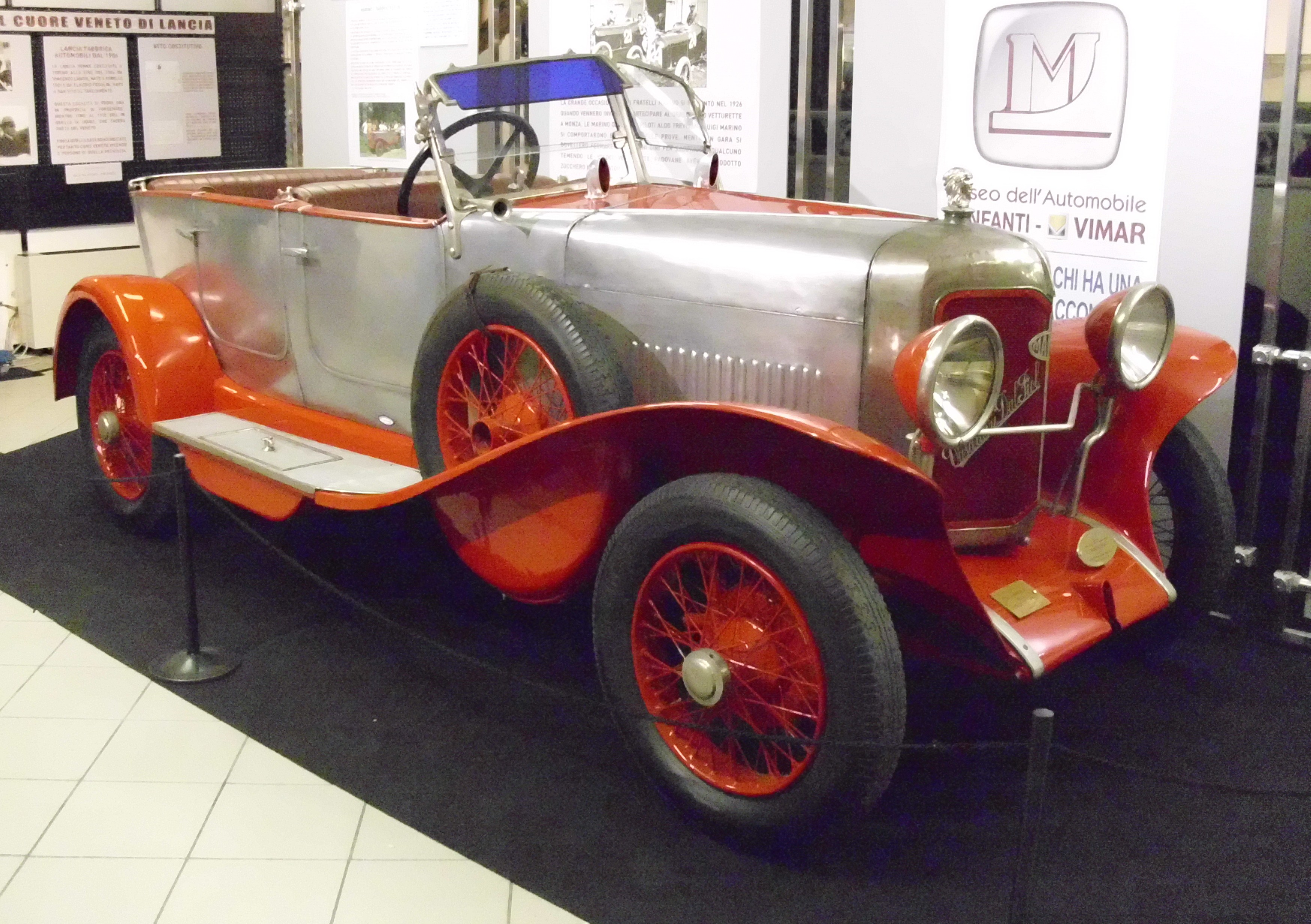
Marino Tipo Spinto von 1926 mit einer Boattail-Karosserie von Fratelli Boscari

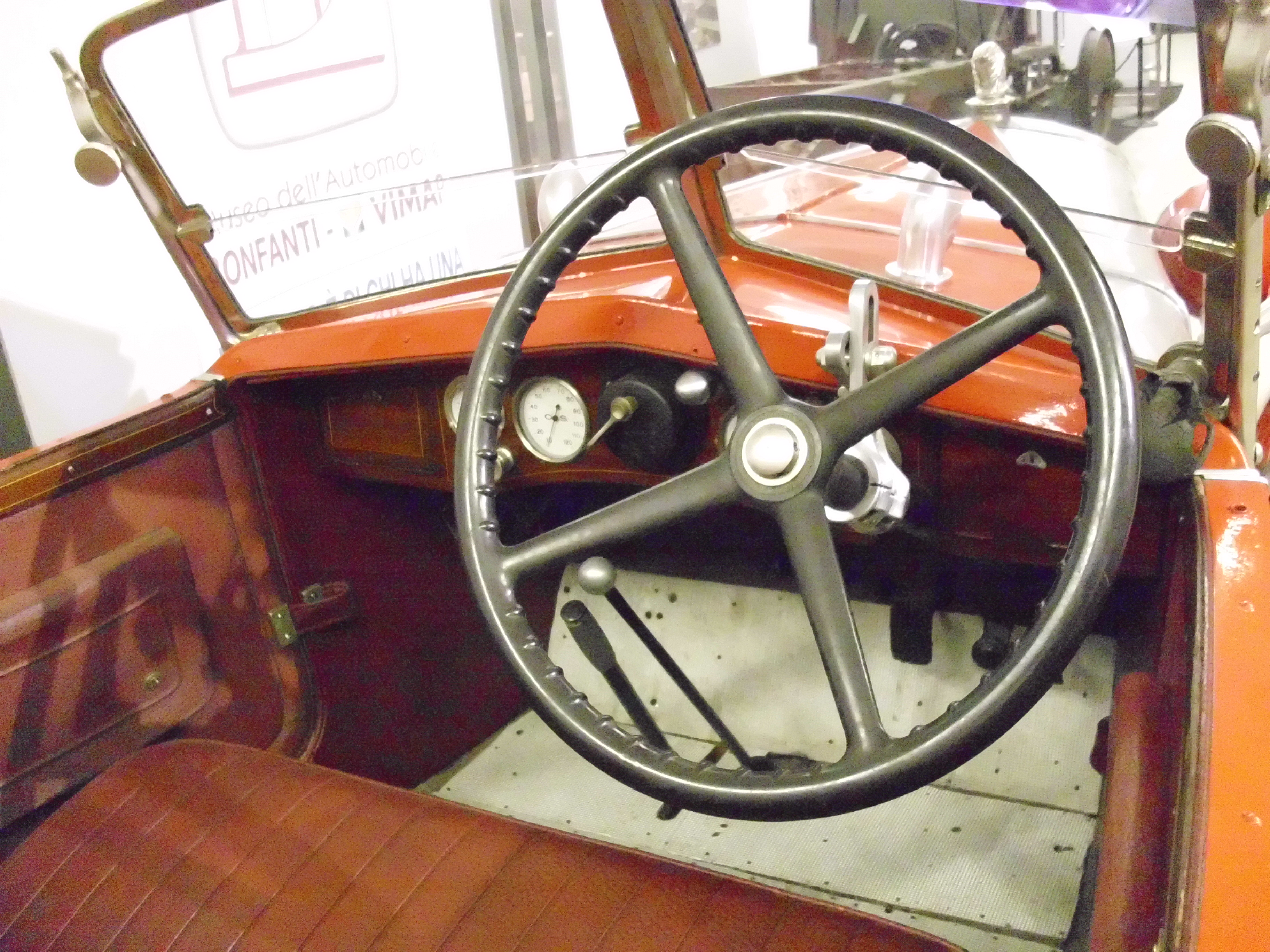
Interieur

Società Automobili Marino war ein italienischer Hersteller von Automobilen.

## Unternehmensgeschichte
Luigi Marino besaß eine Autowerkstatt in Padua und gründete 1923 das Unternehmen zur Produktion von Automobilen. Der Markenname lautete Marino. 1927 endete die Produktion. 1930 wurde das Unternehmen aufgelöst.

## Fahrzeuge
Das erste Modelle hatte einen Vierzylindermotor mit OHC-Ventilsteuerung und 1500 cm³ Hubraum. 1924 folgten drei Modelle mit einem Motor von CIME mit OHV-Ventilsteuerung und 1100 cm³ Hubraum. Dies waren der Normale mit 21 PS, der Sport mit 32 PS und der Gran Sport mit Kompressor und 45 PS. Beim letztgenannten Modell betrug die bauartbedingte Höchstgeschwindigkeit 124 km/h. Alle Fahrzeuge hatten ein Dreiganggetriebe.